# 錦部河内
錦部 河内（にしごり/にしごりべ の かわち、生没年不詳）は、奈良時代の女官。錦部内侍、錦部命婦、錦命婦と記され、名は川内・河内売とも表記される。姓は連。位階は従五位上。

## 経歴
天平8年（736年）の内侍司牒に「錦部連川内」と署名しており、「連」姓であることが記されている。
天平勝宝3年（751年）正月、孝謙天皇が大極殿の南院に出御した際に、百官の主典以上のものが踏歌の宴を行った際に、歌頭・女孺として、同僚の忍海伊太須とともに外従五位下を授けられている。
淳仁朝の天平宝字5年（761年）5月、光明皇太后の周忌斎伴奉の労により、外従五位上から従五位下に昇叙されている。この時、錦部河内は仏前で、内教坊の歌舞を奏したものと思われる。
この天平勝宝から天平宝字年間にかけて「内侍」・「命婦」として、写経のことなどを宣しており、孝謙天皇の奉写御執経にも関与している。天平勝宝4年（752年）8月、宣旨により、花厳経疏30巻を内裏に請経し、同5年（753年）2月、宣旨により楞伽経を書写した。この時、内侍とある。同年8月も宣旨により、造東大寺司に命じ、楞伽経を岡本院に辺経した。この時、命婦とある。同年10月、宣旨により、東大寺に、宝星陀羅尼経を書写した。この時も命婦とある。天平宝字7年（763年）、宣旨により、奉写御執経所に命じ、提違経を東大寺・山階寺に請経している。この時も命婦とある。
称徳朝の天平神護元年（765年）正月には、藤原仲麻呂の乱後の論功行賞で従五位上に叙せられている。その後、道鏡政権では何らかの事件に巻き込まれて官位を剥奪されたらしく、光仁天皇の宝亀2年（771年）2月に本位の従五位上に復位している。

## 官歴
注記のないものは『続日本紀』による
- 天平8年（736年）：内侍（内侍司牒）
- 時期不詳：女孺
- 天平勝宝3年（751年）正月16日：外従五位下
- 時期不詳：外従五位上
- 天平宝字5年（761年）6月26日：従五位下
- 天平神護元年（765年）正月7日：従五位上
- 時期不詳：位階剥奪
- 宝亀2年（771年）2月3日：従五位上（復位）